# أكيرا ناكاجيما
أكيرا ناكاجيما (باليابانية: 中島章) هو طبيب عيون ياباني، ولد في 14 يوليو 1923 في كوماموتو في اليابان.